# Waking the Dead
Waking the Dead is een Engelse politieserie die in 2000 is gestart en waarvan 46 dubbele afleveringen zijn uitgezonden door de BBC.
Waking the Dead is gecreëerd door Barbara Machin. Ook andere scenarioschrijvers hebben afleveringen geschreven. Er spelen veel bekende acteurs mee in gastrollen. De derde reeks werd bekroond met een Emmy Award, met speciale vermelding van de afleveringen Breaking Glass en Multistorey.
In april 2011 werd de laatste aflevering uitgezonden. De makers waren oorspronkelijk van plan de tien seizoenen vol te maken, maar doordat het budget verlaagd zou worden, werd besloten het bij negen seizoenen te laten.

## Verhaallijn
Engelse detectiveserie met in de hoofdrol Trevor Eve als hoofdinspecteur Peter Boyd. Hij staat aan het hoofd van de Metropolitan Police's Cold Case Squad. Deze elite eenheid is speciaal opgericht om onopgeloste moordzaken te heropenen. Hierbij maakt het team gebruik van de allernieuwste forensische technieken en een profiler. Het oprakelen van het verleden kan gevaarlijk zijn, de moordenaar loopt immers nog rond...
Het team beschikt over de knapste koppen op het gebied van psychologie, forensische pathologie en recherche. Als iemand een moordenaar jaren na de misdaad kan opsporen, zijn zij het wel.
Detective Chief Inspector Peter Boyd wordt achtervolgd door de verdwijning van zijn eigen zoon. Hij is daarom vastbesloten de waarheid koste wat kost boven water te krijgen. Hij wordt bijgestaan door een team van professionele experts: profiler Dr Grace Foley, forensisch onderzoeker Dr Frankie Wharton, Boyds rechterhand DS Spencer Jordan en de benjamin DC Mel Silver. Veel aandacht wordt gegeven aan de onderlinge verhoudingen binnen het team, dat soms uiteen dreigt te vallen door de spanningen die het werk oproept en met name door de woedeaanvallen van Boyd.

## Het team
- Detective Superintendent: Peter Boyd (Trevor Eve), seizoen 1 t/m 9
- Detective Superintendent: Sara Cavendish (Eva Birthistle), seizoen 9
- Psycholoog / profiler: Grace Foley (Sue Johnston), seizoen 1 t/m 9
- Detective Inspector: Spencer Jordan (Wil Johnson), seizoen 1 t/m 9
- Detective Sergeant:
  - Mel Silver (Claire Goose), seizoen 1 t/m 4
  - Stella Goodman (Félicité du Jeu), seizoen 5 t/m 8
- Detective Superintendent: Katrina 'Kat' Howard (Stacey Roca), seizoen 9
- Forensisch patholoog:
  - Dr Frankie Wharton (Holly Aird), seizoen 1 t/m 4
  - Dr Felix Gibson (Esther Hall), seizoen 5
  - Eve Lockhart (Tara Fitzgerald), seizoen 6 t/m 9

| Season | Detective Superintendent | Detective Inspector          | Misdaadprofiler            | Detective Sergeant               | Technisch rechercheur            | Detective Superintendent |
| ------ | ------------------------ | ---------------------------- | -------------------------- | -------------------------------- | -------------------------------- | ------------------------ |
| 1      | Peter Boyd (Trevor Eve)  | Spencer Jordan (Wil Johnson) | Grace Foley (Sue Johnston) | Mel Silver (Claire Goose)        | Dr. Frankie Wharton (Holly Aird) | Geen rol                 |
| 2      | Peter Boyd (Trevor Eve)  | Spencer Jordan (Wil Johnson) | Grace Foley (Sue Johnston) | Mel Silver (Claire Goose)        | Dr. Frankie Wharton (Holly Aird) | Geen rol                 |
| 3      | Peter Boyd (Trevor Eve)  | Spencer Jordan (Wil Johnson) | Grace Foley (Sue Johnston) | Mel Silver (Claire Goose)        | Dr. Frankie Wharton (Holly Aird) | Geen rol                 |
| 4      | Peter Boyd (Trevor Eve)  | Spencer Jordan (Wil Johnson) | Grace Foley (Sue Johnston) | Mel Silver (Claire Goose)        | Dr. Frankie Wharton (Holly Aird) | Geen rol                 |
| 5      | Peter Boyd (Trevor Eve)  | Spencer Jordan (Wil Johnson) | Grace Foley (Sue Johnston) | Stella Goodman (Félicité du Jeu) | Felix Gibson (Esther Hall)       | Geen rol                 |
| 6      | Peter Boyd (Trevor Eve)  | Spencer Jordan (Wil Johnson) | Grace Foley (Sue Johnston) | Stella Goodman (Félicité du Jeu) | Eva Lockhart (Tara Fitzgerald)   | Geen rol                 |
| 7      | Peter Boyd (Trevor Eve)  | Spencer Jordan (Wil Johnson) | Grace Foley (Sue Johnston) | Stella Goodman (Félicité du Jeu) | Eva Lockhart (Tara Fitzgerald)   | Geen rol                 |
| 8      | Peter Boyd (Trevor Eve)  | Spencer Jordan (Wil Johnson) | Grace Foley (Sue Johnston) | Stella Goodman (Félicité du Jeu) | Eva Lockhart (Tara Fitzgerald)   | Geen rol                 |
| 9      | Peter Boyd (Trevor Eve)  | Spencer Jordan (Wil Johnson) | Grace Foley (Sue Johnston) | Geen rol                         | Eva Lockhart (Tara Fitzgerald)   | Sarah Cavendish          |

## Series en afleveringen
- Pilotaflevering (2000)
  - Waking the Dead
- Serie 1 (2001)
  - Burn Out
  - The Blind Beggar
  - A Simple Sacrifice
  - Every Breath I Take
- Serie 2 (2002)
  - Life Sentence
  - Deathwatch
  - Special Relationship
  - Thin Air
- Serie 3 (2003)
  - Multistorey
  - Walking on Water
  - Breaking Glass
  - Final Cut

- Serie 4 (2004)
  - In Sight of the Lord
  - False Flag
  - Fugue States
  - Anger Management
  - The Hardest Word
  - Shadowplay
- Serie 5 (2005)
  - Towers of Silence
  - Black Run
  - Subterraneans
  - Straw Dog
  - Undertow
  - Cold Fusion
- Serie 6 (2007)
  - Wren Boys
  - Deus Ex Machina
  - The Fall
  - Mask of Sanity
  - Double Bind
  - Yahrzeit

- Serie 7 (2008)
  - Missing Persons
  - Sins
  - Duty and Honour
  - Skin
  - Wounds
  - Pieta
- Serie 8 (2009)
  - Magdalene 26
  - End of the Night
  - Substitute
  - Endgame
- Serie 9 (2011)
  - Harbinger
  - Care
  - Solidarity
  - Conviction
  - Waterloo